# Soucieu-en-Jarrest
Soucieu-en-Jarrest ist eine französische Gemeinde mit 4.652 Einwohnern (Stand: 1. Januar 2022) im Département Rhône in der Region Auvergne-Rhône-Alpes. Administrativ gehört die Gemeinde zum Arrondissement Lyon und ist Teil des Kantons Mornant. Die Einwohner werden Jarréziens genannt.

## Geografie
Soucieu-en-Jarrest liegt etwa 14 Kilometer südwestlich von Lyon am südlichen Fuße der Monts du Lyonnais des Zentralmassivs am Fluss Garon.

### Nachbargemeinden
Die Nachbargemeinden von Soucieu-en-Jarrest sind Messimy im Norden und Nordwesten, Brindas im Norden, Chaponost im Nordosten, Brignais im Osten, Orliénas im Süden und Südosten, Saint-Laurent-d’Agny im Süden, Chaussan und Rontalon im Südwesten sowie Thurins im Westen.

## Bevölkerungsentwicklung
| Jahr                       | 1962 | 1968 | 1975 | 1982 | 1990 | 1999 | 2006 | 2015 | 2017 |
| -------------------------- | ---- | ---- | ---- | ---- | ---- | ---- | ---- | ---- | ---- |
| Einwohner                  | 1562 | 1686 | 1933 | 2286 | 2654 | 3214 | 3546 | 4515 | 4431 |
| Quellen: Cassini und INSEE |      |      |      |      |      |      |      |      |      |

## Sehenswürdigkeiten
- Reste des Aquädukt des Gier, genannt Chameau, Monument historique seit 1912
- Kirche Saint-Julien

|  |

## Persönlichkeiten
- César Geoffray (1901–1972), Chorleiter